# Liste der Biografien/Schna
Liste der Biografien |
Portal Biografien |
Personensuche
# |
A |
B |
C |
D |
E |
F |
G |
H |
I |
J |
K |
L |
M |
N |
O |
P |
Q |
R |
S |
T |
U |
V |
W |
X |
Y |
Z |
?
 
Sa |
Sb |
Sc |
Sd |
Se |
Sf |
Sg |
Sh |
Si |
Sj |
Sk |
Sl |
Sm |
Sn |
So |
Sp |
Sq |
Sr |
Ss |
St |
Su |
Sv |
Sw |
Sy |
Sz
 
Sca–Sce |
Sch |
Sci–Scz
 
Scha |
Schc |
Schd |
Sche |
Schg |
Schi |
Schj |
Schk |
Schl |
Schm |
Schn |
Scho |
Schp |
Schr |
Schs |
Scht |
Schu |
Schv |
Schw |
Schy
 
Schna |
Schne |
Schni |
Schno |
Schnu |
Schny
Die Liste der Biografien führt alle Personen auf, die in der deutschsprachigen Wikipedia einen Artikel haben. Dieses ist eine Teilliste mit 199 Einträgen von Personen, deren Namen mit den Buchstaben „Schna“ beginnt.

## Schna

### Schnaa
- Schnaar, Karl (1876–1941), deutscher Landwirt und Landtagsabgeordneter im Freistaat Waldeck
- Schnaare, Ewald (* 1882), deutscher Architekt in Duisburg-Hamborn
- Schnaas, Andreas (* 1968), deutscher Regisseur und SchauspielerAndreas Schnaas (* 1968)

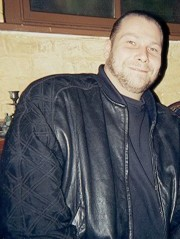
Andreas Schnaas (* 1968)

- Schnaas, Dieter (* 1966), deutscher Journalist und Buchautor
- Schnaase, Karin (* 1985), deutsche Badmintonspielerin
- Schnaase, Karl (1798–1875), deutscher Jurist und Kunsthistoriker
- Schnaase, Michael (* 1949), deutscher Badmintonspieler
- Schnaase, Paul Heinrich Wilhelm († 1855), deutscher Kaufmann, Bibliothekar und Schriftsteller in Danzig

### Schnab
- Schnabel, Alban (1852–1938), deutscher Politiker (NLP) und Unternehmer
- Schnabel, Alexander (* 1987), österreichischer Politiker (FPÖ)
- Schnabel, Alexander Maria (1889–1969), deutsch-baltischer Komponist
- Schnabel, Alois (1910–1982), österreichischer Feldhandballspieler
- Schnabel, Andreas (* 1953), deutscher Autor und Ghostwriter
- Schnabel, Anna († 1674), Opfer der Hexenverfolgung
- Schnabel, Anna-Lena (* 1989), deutsche Jazzmusikerin (Altsaxophon, Flöte, Komposition)
- Schnabel, Arthur (1947–2018), deutscher Judoka
- Schnabel, Artur (1882–1951), österreichischer Pianist und KomponistArtur Schnabel (1882–1951)

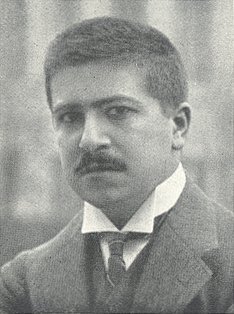
Artur Schnabel (1882–1951)

- Schnabel, Berthold (* 1943), deutscher Regionalhistoriker
- Schnabel, Carl (1809–1881), deutscher Pianist, Komponist und Klavierbauer
- Schnabel, Carl (1843–1914), deutscher Berghüttenkundler
- Schnabel, Carl Friedrich Jakob (1740–1787), Gerichtsschreiber und Stadtsyndikus in Elberfeld
- Schnabel, Christian (1878–1936), deutscher Konstrukteur und Erfinder
- Schnabel, David (* 1984), deutscher Kunstradfahrer
- Schnabel, Deborah (* 1985), deutsche Pädagogin und Direktorin der Bildungsstätte Anne Frank
- Schnabel, Dieter (1935–2024), deutscher Rechtsanwalt und Kulturjournalist
- Schnabel, Dieter (1946–2023), deutscher Manager und Unternehmer
- Schnabel, Dietrich (* 1968), deutscher Dirigent
- Schnabel, Dunja (* 1970), deutsche Illustratorin und Kinderbuchautorin
- Schnabel, Eckhard J. (* 1955), deutscher evangelischer Theologe, Pastor und Hochschullehrer
- Schnabel, Egon (* 1937), deutscher Biathlet
- Schnabel, Enrico (* 1974), deutscher Ruderer
- Schnabel, Ernst (1840–1898), deutscher Brauereibesitzer und Kommunalpolitiker
- Schnabel, Ernst (1913–1986), deutscher Schriftsteller
- Schnabel, Fabian (* 1993), deutscher Fußballspieler
- Schnabel, Falk (* 1969), deutscher Jurist und Polizeipräsident
- Schnabel, Franz (1887–1966), deutscher Historiker
- Schnabel, Fritz (1886–1948), deutscher Verleger
- Schnabel, Günter (1927–2018), deutscher Sportwissenschaftler
- Schnabel, Heinrich (1778–1853), preußischer Verwaltungsbeamter
- Schnabel, Heinz-Hermann (* 1945), deutscher Politiker (CDU), MdL, Diplom-Verwaltungswirt (FH)
- Schnabel, Helen (1911–1974), US-amerikanische Pianistin und Musikpädagogin
- Schnabel, Hermann (1921–2010), deutscher Unternehmer
- Schnabel, Hiltrudis (1900–1984), deutsche Ordensschwester
- Schnabel, Isabel (* 1971), deutsche WirtschaftswissenschaftlerinIsabel Schnabel (* 1971)

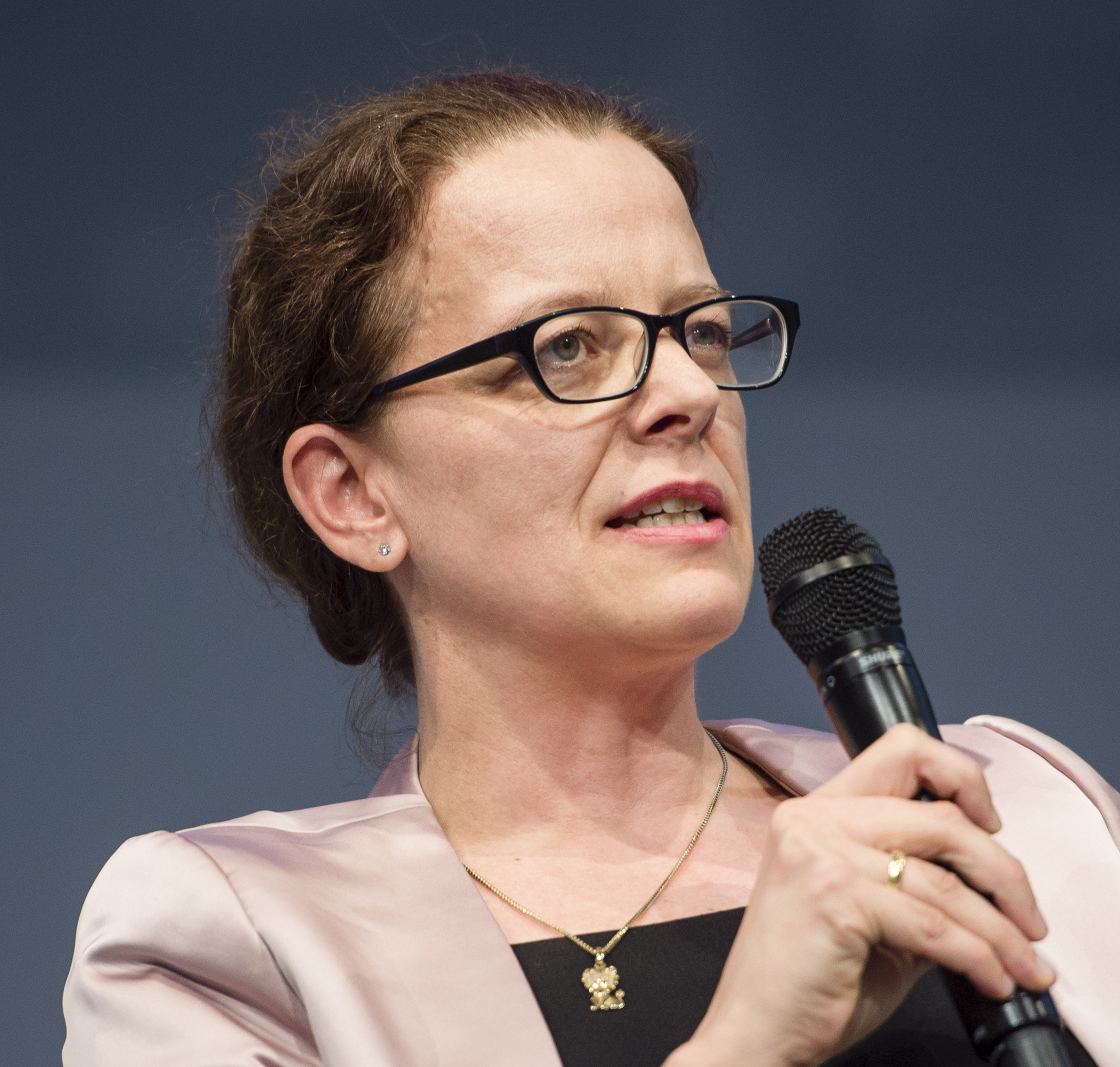
Isabel Schnabel (* 1971)

- Schnabel, Isidor (1842–1908), österreichischer Ophthalmologe und Augenchirurg
- Schnabel, Jana (* 1999), österreichische Leichtathletin
- Schnabel, Joachim (* 1976), österreichischer Politiker (ÖVP), Abgeordneter zum Nationalrat
- Schnabel, Johann († 1546), deutscher evangelischer Theologe und Reformator
- Schnabel, Johann Gottfried (* 1692), deutscher Schriftsteller
- Schnabel, Josef (* 1934), deutscher Heimatforscher und Denkmalpfleger
- Schnabel, Joseph Ignaz (1767–1831), deutscher Komponist und Domkapellmeister zu Breslau
- Schnabel, Julian (* 1951), US-amerikanischer Maler und FilmregisseurJulian Schnabel (* 1951)

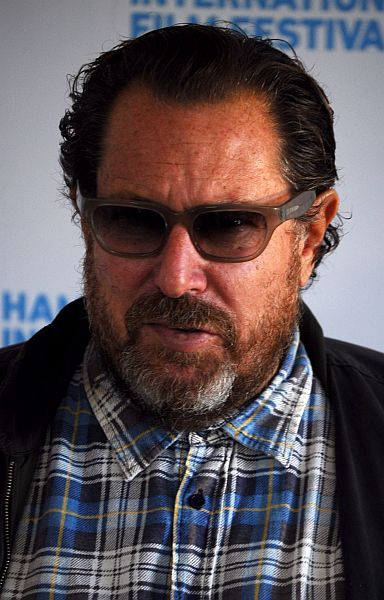
Julian Schnabel (* 1951)

- Schnabel, Karl (1938–2017), deutscher Politiker (SPD), MdL
- Schnabel, Karl-Heinz (1921–1992), deutscher Maler
- Schnabel, Klaus (1937–2022), deutscher evangelischer Geistlicher und Kirchenrat
- Schnabel, Lothar (* 1940), deutscher Fußballspieler
- Schnabel, Manfred (* 1927), deutscher Schauspieler, Theaterintendant und Hochschullehrer
- Schnabel, Max (1903–1986), deutscher Architekt, Maler und Grafiker
- Schnabel, Michael (1607–1658), österreichischer Zisterzienser und Abt
- Schnabel, Michael (* 1996), deutscher Snookerspieler
- Schnabel, Nikodemus (* 1978), deutscher Ordensgeistlicher und Pressesprecher der Dormitio-Abtei in Jerusalem
- Schnabel, Paul (1887–1947), deutscher Althistoriker
- Schnabel, Pavel (* 1946), deutscher Filmemacher
- Schnabel, Peter-Ernst (1943–2017), deutscher Soziologe und Hochschullehrer
- Schnabel, Robert B. (* 1950), US-amerikanischer Informatiker und Hochschullehrer
- Schnabel, Rolf (1925–1999), deutscher Dokumentarfilmer und Drehbuchautor
- Schnabel, Roman (* 1968), deutscher Physiker
- Schnabel, Sigune (* 1981), deutsche Lyrikerin und Übersetzerin
- Schnabel, Stefan (1912–1999), deutscher Schauspieler
- Schnabel, Thomas (* 1952), deutscher Historiker
- Schnabel, Tilemann († 1559), deutscher evangelischer Theologe und Reformator
- Schnabel, Ulrich (* 1962), deutscher Wissenschaftsjournalist und Autor
- Schnabel, Vito (* 1986), US-amerikanischer Kunsthändler und Galerist
- Schnabel, Werner Wilhelm (* 1960), deutscher Germanist und Hochschullehrer an der Universität Erlangen
- Schnabel-Marquardt, Marlene (* 1970), deutsche Künstlerin und Musikerin
- Schnabel-Schüle, Helga (* 1954), deutsche Historikerin
- Schnabl, Ana (* 1985), slowenische Autorin und Journalistin
- Schnabl, Christa (* 1964), österreichische Theologin, Vizerektorin
- Schnabl, Franz (* 1958), österreichischer Politiker und ehemaliger Polizist
- Schnabl, Gunther (* 1966), deutscher Wirtschaftswissenschaftler
- Schnabl, Johann Andreas (1838–1912), deutsch-polnischer Entomologe
- Schnabl, Karl (* 1954), österreichischer Skispringer
- Schnabl, Leopold (1846–1890), mährisch-österreichischer Optiker, Augenarzt und Konsul
- Schnabl, Nico (* 1996), deutscher Handballspieler
- Schnabl, Philipp (* 1986), österreichischer Fußballspieler
- Schnabl, Siegfried (1927–2015), deutscher Psychotherapeut und Sexualaufklärer
- Schnabl, Susanne (* 1980), österreichische Journalistin und FernsehmoderatorinSusanne Schnabl (* 1980)

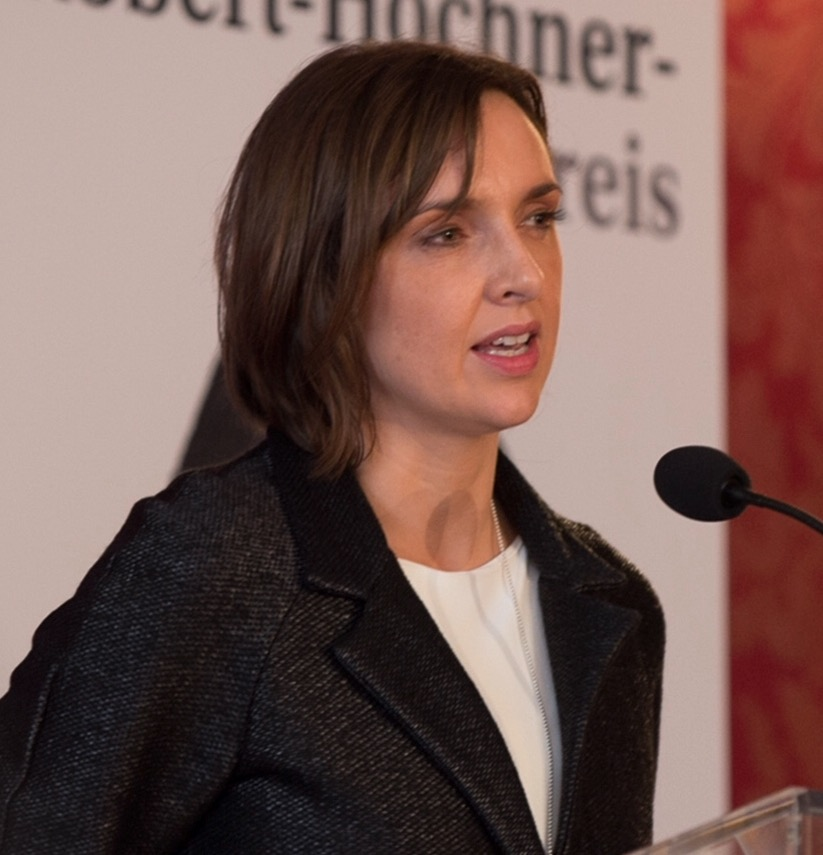
Susanne Schnabl (* 1980)

- Schnabl, Wilhelm (1904–1990), österreichischer Maler und Zeichner
- Schnablegger, Kajetan (1843–1894), österreichischer Bergwerks- und Immobilienbesitzer und Politiker, Landtagsabgeordneter
- Schnabrich, Michael (1880–1939), deutscher Politiker (SPD), MdR

### Schnac
- Schnack, Anton (1892–1973), deutscher Schriftsteller
- Schnack, Elisabeth (1899–1992), Schweizer Schriftstellerin
- Schnack, Filip (* 2001), deutscher SchauspielerFilip Schnack (* 2001)

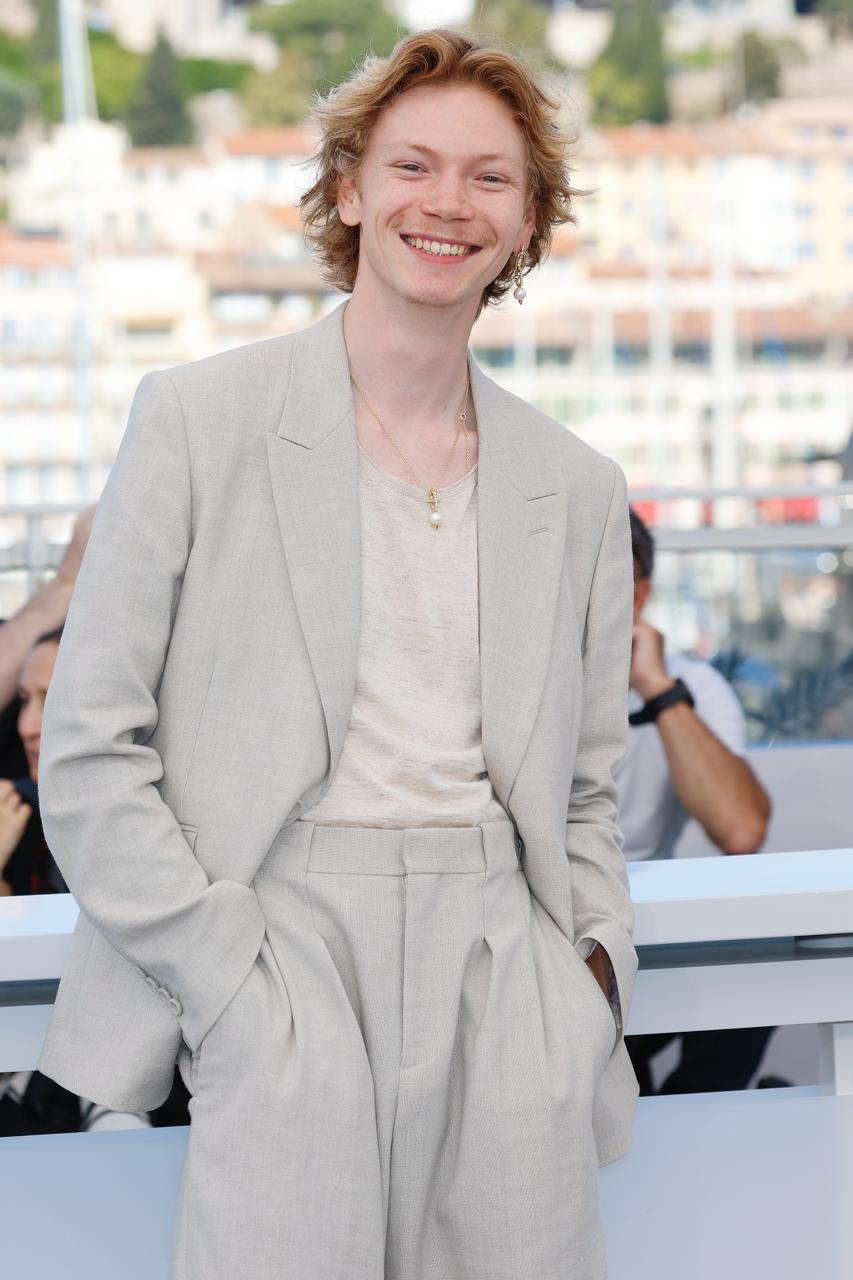
Filip Schnack (* 2001)

- Schnack, Friedrich (1888–1977), deutscher Dichter, Schriftsteller und Journalist
- Schnack, Gerd (1934–2020), deutscher Mediziner
- Schnack, Gustav (1839–1920), dänischer Artillerieoffizier, zuletzt im Range eines Obersten, und Kriegsminister
- Schnack, Ingeborg (1896–1997), deutsche Bibliothekarin
- Schnack, Kira (* 1994), deutsche Handballspielerin
- Schnack, Michael (* 1967), amerikanischer Dirigent, Komponist und Hochschullehrer
- Schnack, Yasmin (* 1988), US-amerikanische Tennisspielerin
- Schnackenberg, Annie (1835–1905), neuseeländische Missionarin
- Schnackenberg, Ernst, deutscher Finanzbeamter und Minister des Kurfürstentums Hessen
- Schnackenberg, Gjertrud (* 1953), US-amerikanische Schriftstellerin/Dichterin
- Schnackenberg, Walter (1880–1961), deutscher Maler und Illustrator
- Schnackenburg, Bernhard (1867–1924), deutscher Kommunalpolitiker, Oberbürgermeister der preußischen Stadt Altona (1909–1924), Oberpräsident in Westpreußen
- Schnackenburg, Hellmut (1902–1974), deutscher Dirigent und Generalmusikdirektor
- Schnackenburg, Rudolf (1914–2002), deutscher katholischer Priester, Theologe und Neutestamentler
- Schnackertz, Heinz (1911–1990), deutscher Kameramann

### Schnad
- Schnadel, Georg (1891–1980), deutscher Schiffsbauer und Hochschullehrer
- Schnädelbach, Herbert (1936–2024), deutscher Philosoph
- Schnädelbach, Klaus (* 1934), deutscher Geodät und Hochschullehrer
- Schnadelbach, R. Terry (* 1939), US-amerikanischer Landschaftsarchitekt, Stadtplaner, Architekturhistoriker, Autor und Hochschullehrer
- Schnaderbach, Georg Friedrich (1669–1716), evangelischer Geistlicher und Pastor an Petrikirche (Berlin-Cölln)
- Schnaderbeck, David (* 1992), österreichischer Fußballspieler
- Schnaderbeck, Viktoria (* 1991), österreichische FußballspielerinViktoria Schnaderbeck (* 1991)

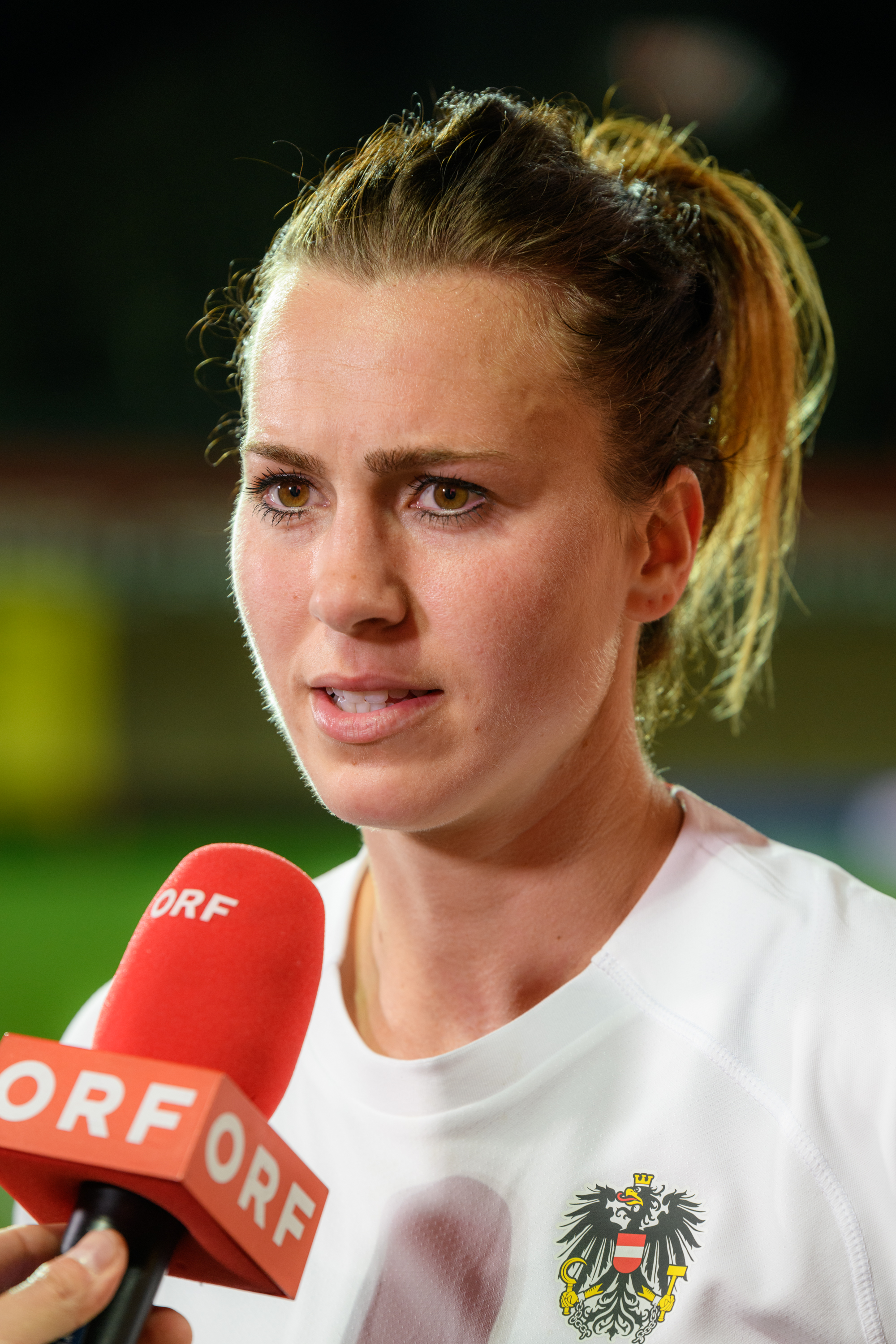
Viktoria Schnaderbeck (* 1991)

- Schnadt, Henri (* 1965), luxemburgischer Radrennfahrer

### Schnae
- Schnaebeli, Heinrich (1824–1915), deutscher Maler, Porträt-, Pferde-, Sport- und Hoffotograf
- Schnaedter, Franz (* 1906), deutscher Funktionär der Hitler-Jugend

### Schnaf
- Schnaft, Ulrich (* 1923), deutscher Angehöriger der Waffen-SS, Offizier der israelischen Armee, Spion für Ägypten

### Schnai
- Schnaidt, Claude (1931–2007), schweizerisch-französischer Architekt und Architekturtheoretiker
- Schnaidt, Fabian (* 1990), deutscher Radrennfahrer
- Schnaidt, Ferdinand (1840–1910), deutscher Bankdirektor und Politiker (DtVP, VP), MdR
- Schnaitmann, Ernst (1915–1981), deutscher Fußballtorhüter und -funktionär
- Schnaitmann, Monika (* 1952), deutsche Politikerin (Bündnis 90/Die Grünen), MdL
- Schnaittach, Joseph (1774–1861), württembergischer Rabbiner und Kabbalist
- Schnaitter, Jakob (* 1996), deutscher Tennisspieler

### Schnak
- Schnake, Björn (* 1971), deutscher Behindertensportler
- Schnakenbeck, Werner (1887–1971), deutscher Zoologe und Ichthyologe
- Schnakenberg, Bruno (1922–2013), deutscher Gewerkschafter und Politiker (SPD), MdBB
- Schnakenberg, Jürgen (* 1937), deutscher Physiker
- Schnakenberg, Karin (* 1961), deutsche Politikerin (CDU), MdBB
- Schnakenberg, Oliver (* 1959), deutscher Diplomat

### Schnal
- Schnalke, Christian (* 1965), deutscher Drehbuchautor
- Schnalke, Manfred (* 1965), deutscher Fußballspieler
- Schnalke, Thomas (* 1958), deutscher Medizinhistoriker, Hochschullehrer und Museumsleiter
- Schnalzger, Christian (* 1984), deutscher Fotograf und Fachautor

### Schnap
- Schnapka, Herbert (1911–2003), deutscher Industrieller und Mäzen des Reitsports
- Schnapp, Alain (* 1946), französischer Klassischer Archäologe
- Schnapp, Friedrich (1900–1983), deutscher Musikwissenschaftler und Germanist
- Schnapp, Friedrich Eberhard (1938–2022), deutscher Rechtswissenschaftler
- Schnapp, Kai-Uwe (* 1966), deutscher Politikwissenschaftler
- Schnapp, Noah (* 2004), US-amerikanischer SchauspielerNoah Schnapp (* 2004)

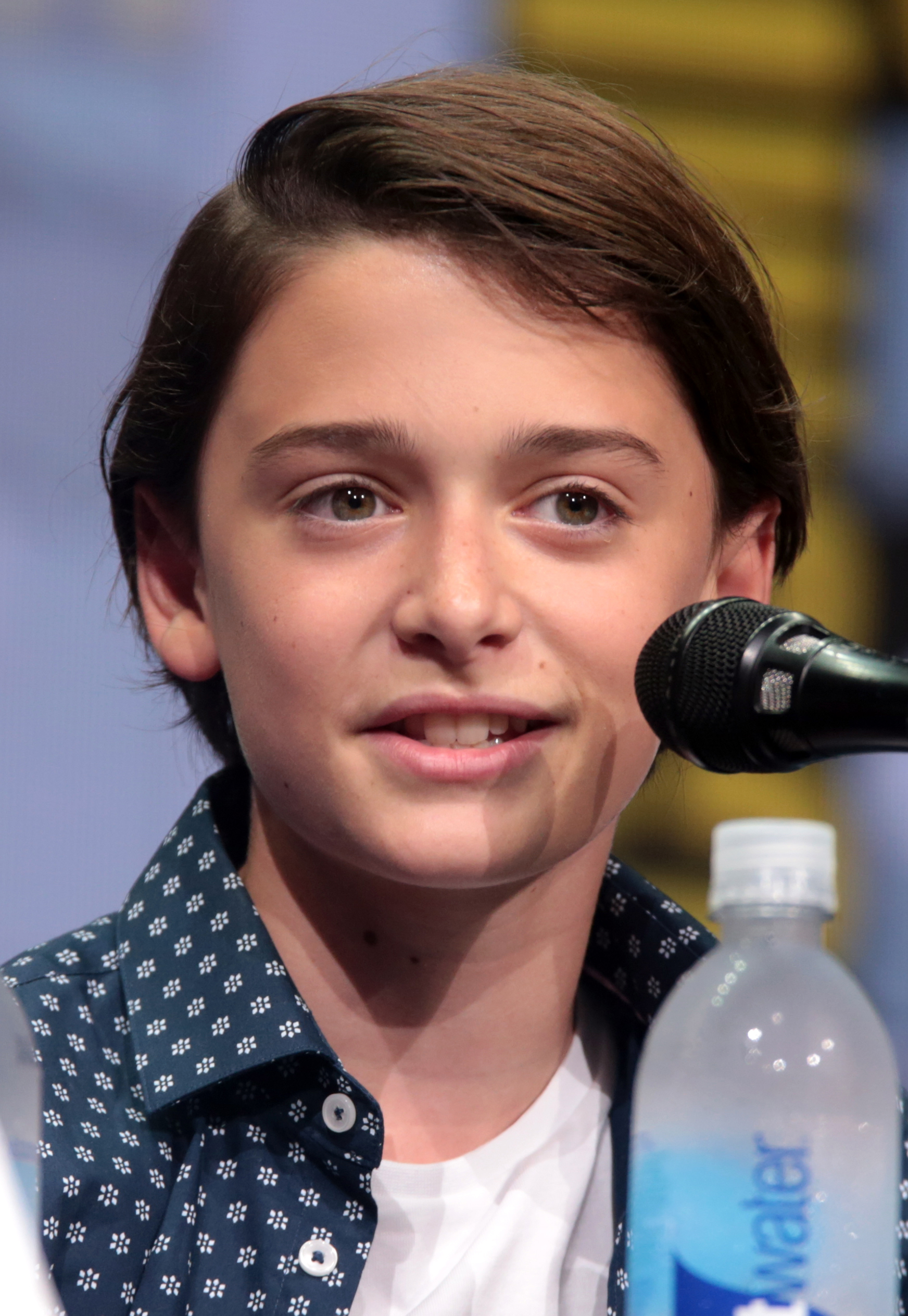
Noah Schnapp (* 2004)

- Schnapp, Sanne (* 1972), deutsche Schauspielerin
- Schnappauf, Bernhard (1840–1904), Bader und Chirurg in Bayreuth
- Schnappauf, Werner (* 1953), deutscher Politiker (CSU), MdL, bayerischer Staatsminister
- Schnapper, Dominique (* 1934), französische Soziologin und Mitglied des französischen Verfassungsrates
- Schnapper-Arndt, Gottlieb (1846–1904), deutscher Privatgelehrter

### Schnar
- Schnarch, David (1946–2020), US-amerikanischer Paar- und Sexualtherapeut, Klinischer Psychologe und Urologe
- Schnare, Eva (* 1958), deutsche Filmeditorin
- Schnare, Heinrich Ernst (1789–1844), deutscher Ackermann, Richter und Politiker
- Schnare, Ludwig (1806–1887), deutscher Gutsbesitzer, Landtagsabgeordneter Waldeck
- Schnarf, Johanna (* 1984), italienische Skirennläuferin
- Schnarke, Albrecht (1906–1987), deutscher Marineoffizier, zuletzt Kapitän zur See, Geschäftsführer und Unternehmer
- Schnarr, Georg Adolf (1936–2010), deutscher Jurist, Politiker (CDU), MdL und Fußballfunktionär
- Schnarr, Valentin, deutscher Volkssänger und Humorist
- Schnarr, Wolfgang (1941–2025), deutscher Fußballtorhüter
- Schnarre, Carolin (* 1992), deutsche Behindertensportlerin
- Schnarre, Monika (* 1971), kanadische Schauspielerin, Model und ModeratorinMonika Schnarre (* 1971)

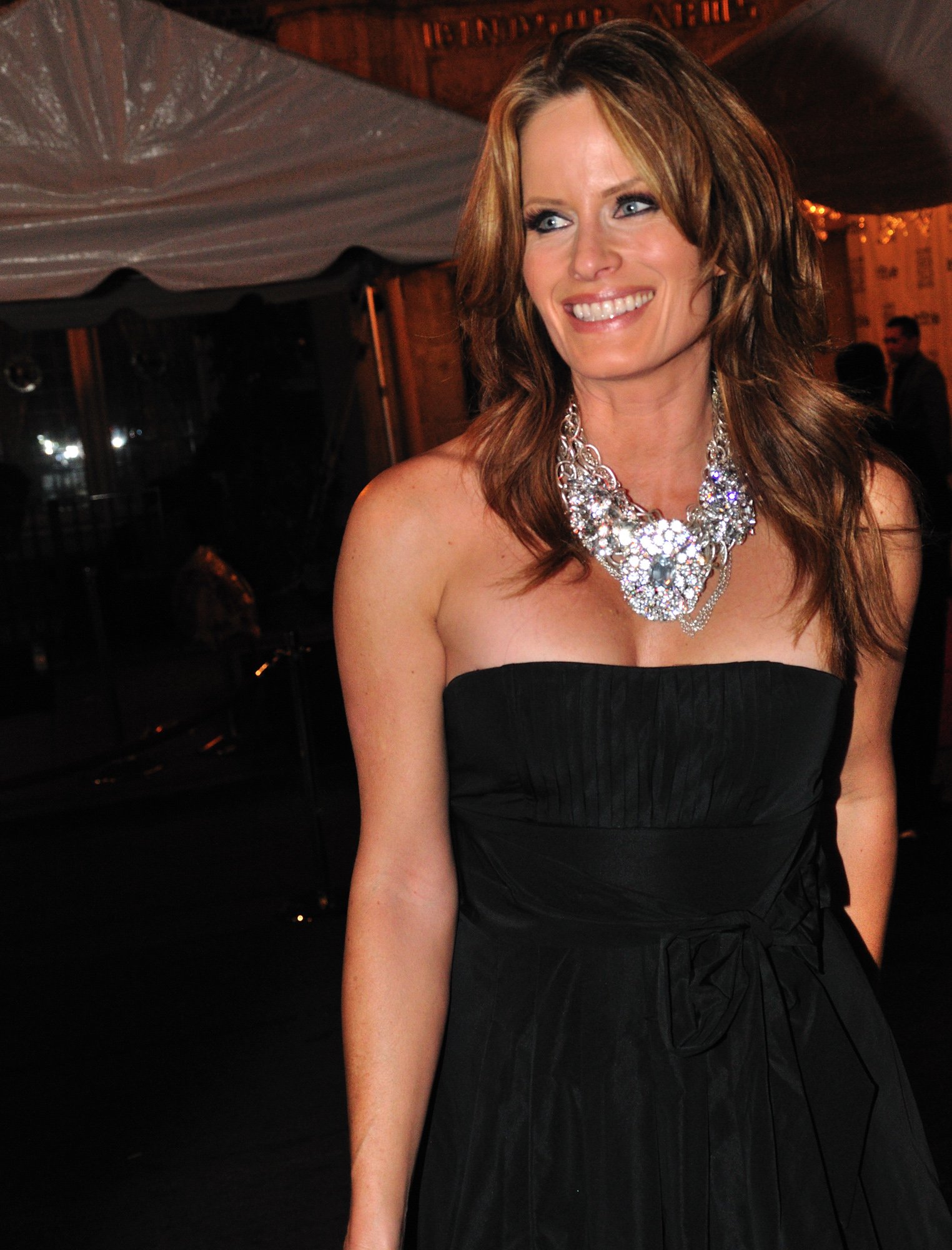
Monika Schnarre (* 1971)

- Schnarrenberger, Carl (1875–1964), deutscher Geologe
- Schnarrenberger, Melitta (1909–1996), deutsche Malerin und Kommunalpolitikerin
- Schnarrenberger, Otto (1928–2022), deutscher Ringer
- Schnarrenberger, Wilhelm (1892–1966), deutscher Maler
- Schnarrer, Erhard (1939–2013), deutscher Arzt und Politiker (LDPD), MdV
- Schnarrer, Johannes Michael (1965–2008), deutscher römisch-katholischer Sozialethiker
- Schnars, Carl Wilhelm (1806–1879), deutscher Arzt, Forschungsreisender, Archäologe, Journalist und Autor
- Schnars, Julius Alexander (1812–1889), deutscher Kaufmann
- Schnars-Alquist, Hugo (1855–1939), deutscher Marinemaler

### Schnas
- Schnasing, Anna, deutsche Milchverkäuferin
- Schnass, Karin (* 1980), österreichische Mathematikerin und Professorin
- Schnaß, Wilhelm (1775–1864), nassauischer Politiker

### Schnat
- Schnath, Georg (1898–1989), deutscher Historiker
- Schnatterbeck, Werner (* 1950), deutscher Kaufmann, Pädagoge und Hochschullehrer und Kommunalpolitiker
- Schnatterer, Marc (* 1985), deutscher FußballspielerMarc Schnatterer (* 1985)

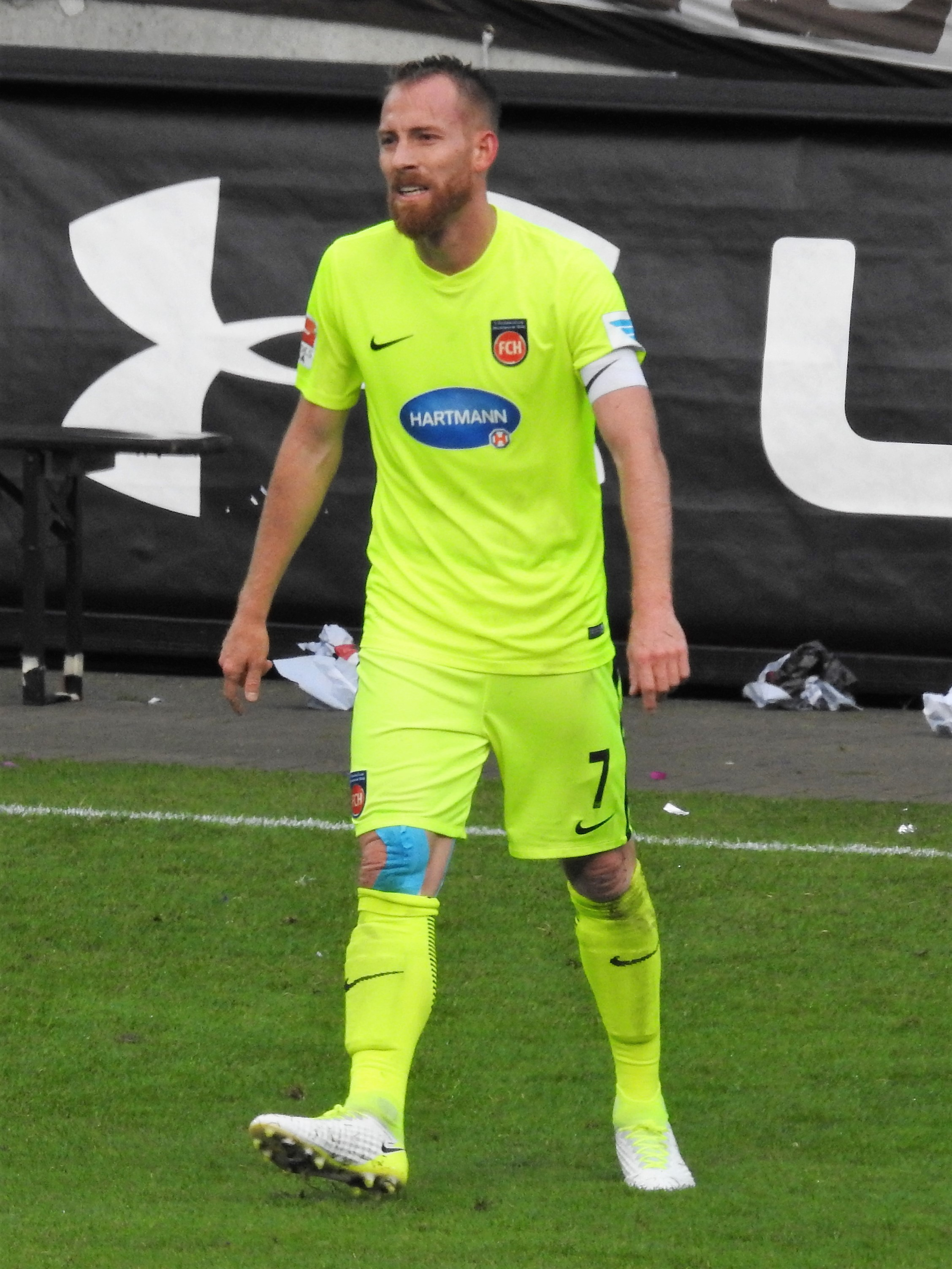
Marc Schnatterer (* 1985)

- Schnatterpeck, Hans, Südtiroler Holzschnitzer
- Schnattinger, Frank, deutscher Wirtschafts- und Finanzjournalist
- Schnatz, Helmut (* 1933), deutscher Lehrer und Historiker
- Schnatz, Johann Werner (1660–1723), Weihbischof in Bamberg
- Schnatz, Peter (1940–2004), deutscher Maler

### Schnau
- Schnaubelt, Gunter (1942–2012), österreichischer Fußballschiedsrichter
- Schnaubelt, Peter (* 1964), niederösterreichischer Lehrer und Autor
- Schnauber, Antonia (* 1976), deutsche Schauspielerin, Sängerin, Tänzerin und Theaterpädagogin
- Schnauber, Cornelius (1939–2014), deutscher Literaturwissenschaftler und Hochschullehrer für deutsche Literaturgeschichte, Rhetorik, Ausdruckskunde, Oper und Film
- Schnauber, Herbert (* 1938), deutscher Ingenieur, Professor und Unternehmer
- Schnaubert, Andreas Joseph (1750–1825), deutscher Rechtswissenschaftler
- Schnaubert, Guido (1841–1915), deutscher Schriftsteller
- Schnauder, Reinhard (1856–1923), deutscher Bildhauer
- Schnauder, Richard (1886–1956), deutscher Bildhauer und Zeichner
- Schnaudigel, Christoph (* 1963), deutscher Politiker (CDU) und Landrat des Landkreises Karlsruhe
- Schnaufer, Heinz-Wolfgang (1922–1950), deutscher Major und Pilot der WehrmachtHeinz-Wolfgang Schnaufer (1922–1950)

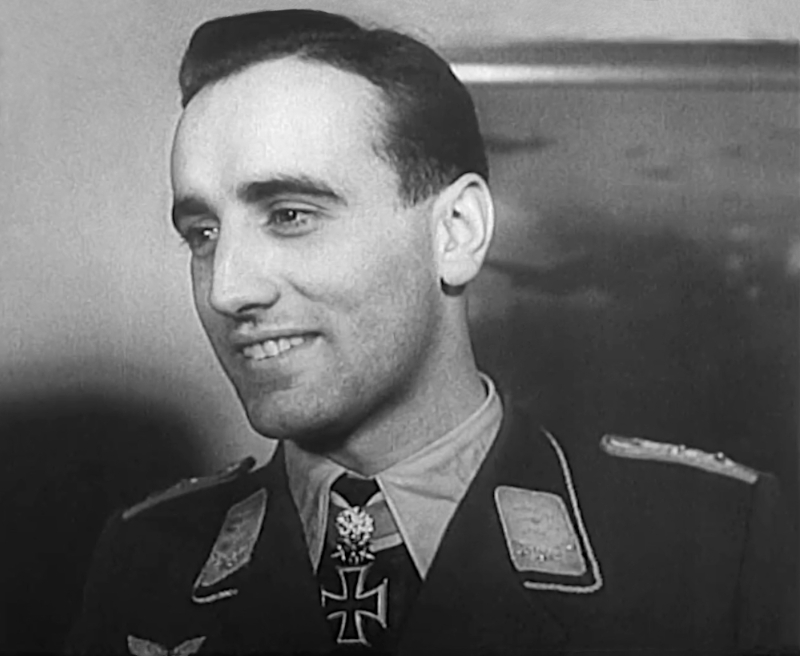
Heinz-Wolfgang Schnaufer (1922–1950)

- Schnaufer, Hermann (* 1884), deutscher Unternehmer
- Schnauffer, Carl Heinrich (1823–1854), deutscher Dichter und Revolutionär
- Schnauffer, Kurt (1899–1981), deutscher Maschinenbauer
- Schnaus, Anselm (1670–1724), Abt des Klosters Waldsassen
- Schnaus, Maximilian (* 1986), deutscher Komponist und Organist
- Schnauß, Christian Friedrich (1722–1797), deutscher Beamter, Politiker und einer der Ministerkollegen Goethes
- Schnauß, Julius (1827–1895), deutscher Chemiker, Fotograf und Autor
- Schnauss, Ulrich (* 1977), deutscher Musiker und Musikproduzent
- Schnaut, Gabriele (1951–2023), deutsche Opernsängerin (Sopran)

### Schnay
- Schnayder, Alfred (1912–1998), österreichischer Theater- und Filmschauspieler